# Dornbacher Friedhof

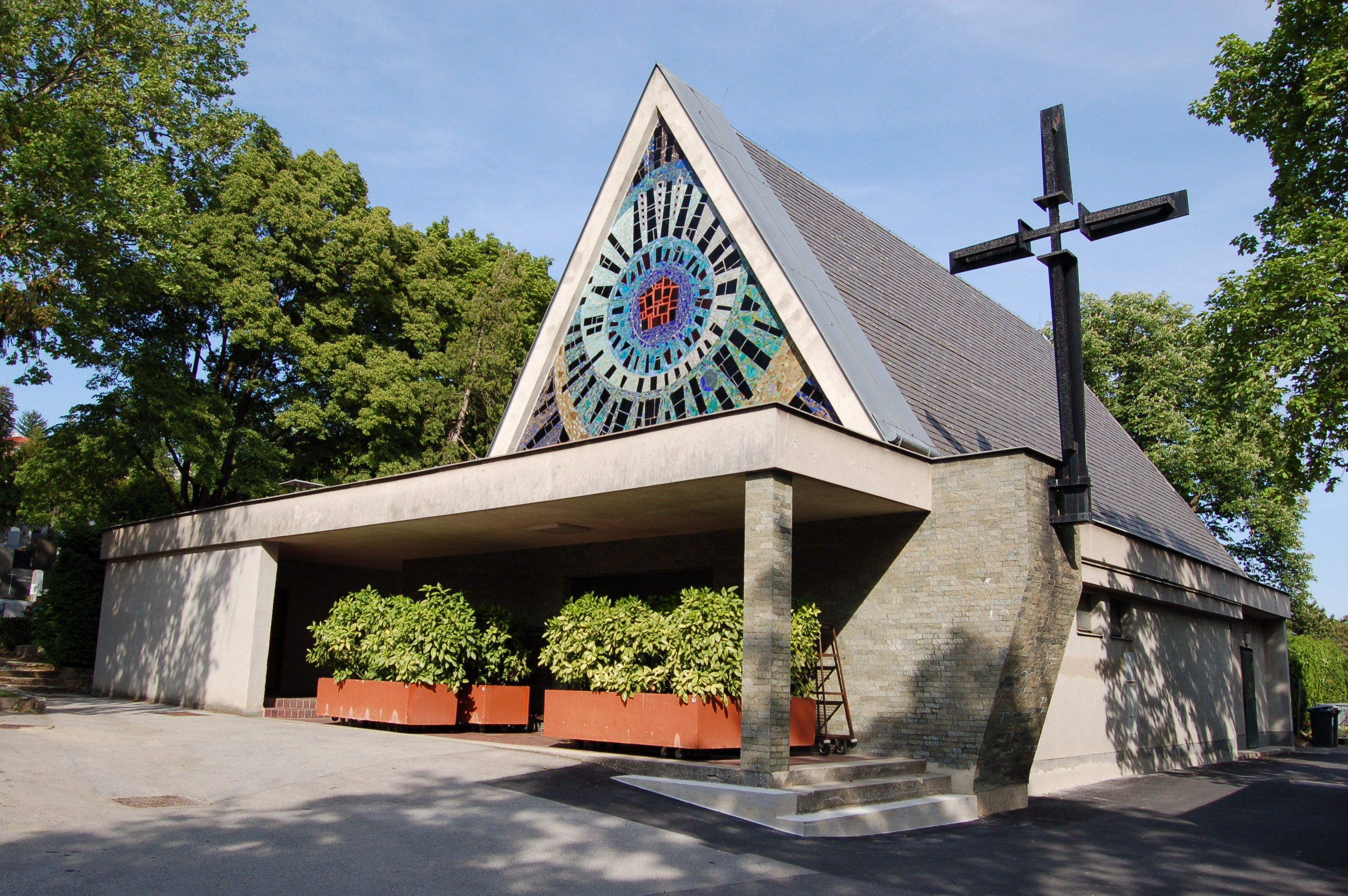
Aufbahrungshalle am Dornbacher Friedhof

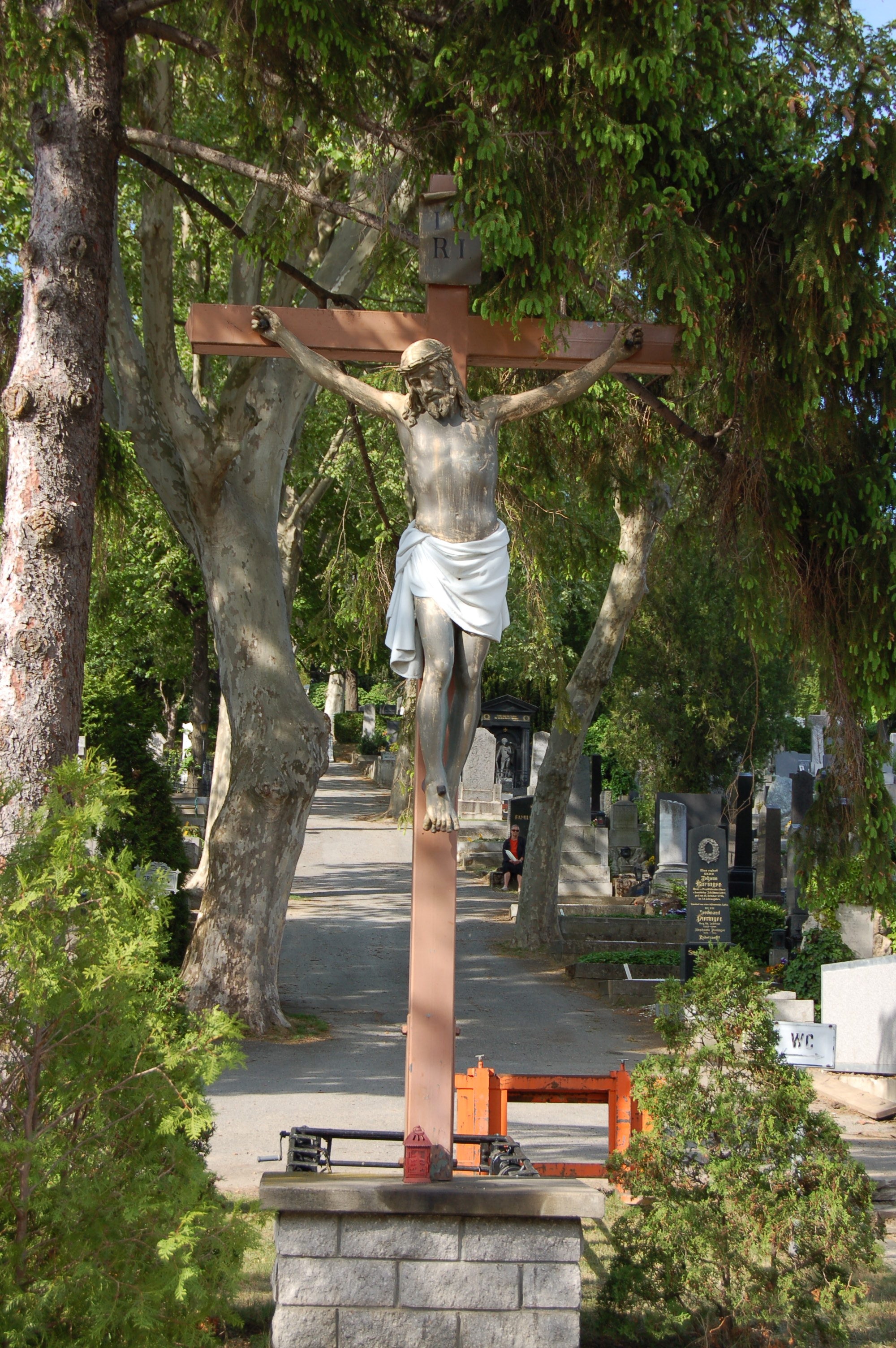
Friedhofskreuz

Der Dornbacher Friedhof ist ein Friedhof im 17. Wiener Gemeindebezirk Hernals.

## Lage
Der Dornbacher Friedhof liegt in Hernals nahe an der Grenze zum Bezirk Währing in der Katastralgemeinde Dornbach, Alszeile 28. Er wurde auf einem Berghang, dem Alsegg, angelegt und grenzt an den Hernalser Friedhof. Der Friedhof wird im Süden von der Alszeile und im Osten vom Grünbeckweg begrenzt. Im Norden und Westen liegen Wohngebiete und eine Kleingartenanlage in der direkten Nachbarschaft. Der Friedhof umfasst eine Fläche von 44.047 Quadratmeter und beherbergt 4.778 Grabstellen.

## Geschichte
Die Verstorbenen der Pfarre Dornbach, die 1251 gegründet worden war, wurden ursprünglich neben der Pfarrkirche Dornbach auf einem ummauerten Grundstück bestattet. Obwohl dem Friedhof 1784 auf Grund der geringen Anzahl an Todesfällen noch keinerlei Notwendigkeit für eine Schließung attestiert wurde, schloss man den Friedhof 1814. An Stelle des alten Friedhofs nahe der Kirche wurde außerhalb der Ortschaft in der Flur „Untere Wieden“, im Bereich der heutigen Braungasse und Oberwiedenstraße, ein neuer Friedhof angelegt. Nach einer Erweiterung im Jahr 1871 wurde 1883 auch der neue Friedhof geschlossen, da die zunehmende Verbauung des Gebietes sanitäre Bedenken hervorrief. Die Auflösung des Friedhofs wurde Ende 1903 genehmigt, die exhumierten Leichenreste wurden auf dem neuen Dornbacher Friedhof bestattet.
Der heute bestehende Friedhof wurde im Jahr 1883 angelegt und am 26. Juli 1883 eröffnet. Die Anlage war für „Bekenner jeder Konfession und für Konfessionslose“ bestimmt. Bereits 1897 wurde der Friedhof um 1.591 Quadratmeter erweitert, 1902 erfolgte eine neuerliche Vergrößerung des Areals. Die Erweiterung des Totengräberhauses wurde im September 1902 genehmigt, 1909 erfolgte die Errichtung einer Wartehalle und die Adaptierung der Leichenkammer. Bereits 1915 war eine Erweiterung der Anlage geplant, sie wurde jedoch erst 1918 in eingeschränktem Ausmaß genehmigt. 1919 erfolgte die Vergrößerung des Friedhofes um rund 4.000 Quadratmeter, wobei vier Parzellen aus Gemeindebesitz verwendet wurden. 1930 wurden für eine künftige Vergrößerung des Friedhofes zusätzliche Flächen angekauft, 1939 errichtete die Friedhofsverwaltung zudem eine Urnenaufbahrung.
Nach Instandsetzungsarbeiten nach dem Zweiten Weltkrieg wurde 1950 in der Aufbahrungshalle ein Einsegnungsaltar errichtet. Die bereits in den 1930er Jahren berücksichtigte Erweiterung des Areals fand 1952 und 1954 statt. 1957 wurde ein weiteres, über 6.000 Quadratmeter großes Grundstück angekauft und 1964 in den Friedhof miteinbezogen. Eine neuerliche Friedhofserweiterung wurde 1967 umgesetzt. In den Jahren 1975, 1977 und 1978/79 legte die Friedhofsverwaltung zudem neue Gräbergruppen an.
Die Aufbahrungshalle des Dornbacher Friedhofs wurde zwischen 1966 und 1968 nach Plänen des Architekten Josef Strelec adaptiert und erfolgte nach Plänen des Architekten Erich Boltenstern. Das Gebäude verfügt über ein Beton-Dickglas-Fenster mit einem Glasmosaik des Malers Hermann Bauch, der auch die Stirnseite der Apsis gestaltete.

## Gräber

### Ehrenhalber gewidmete Gräber
Der Dornbacher Friedhof weist 20 ehrenhalber gewidmete Gräber auf.

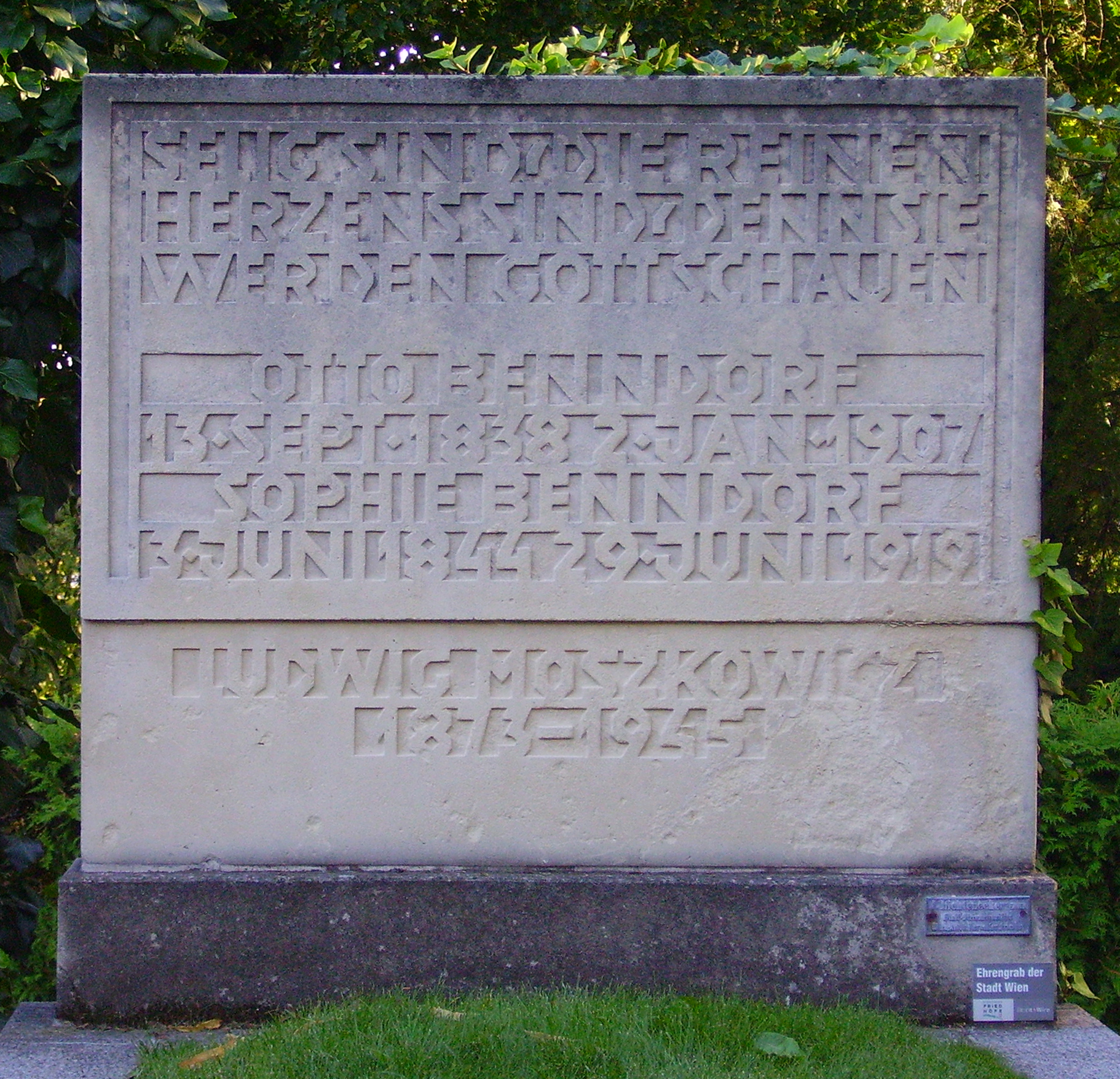
Grabmal von Otto Benndorf

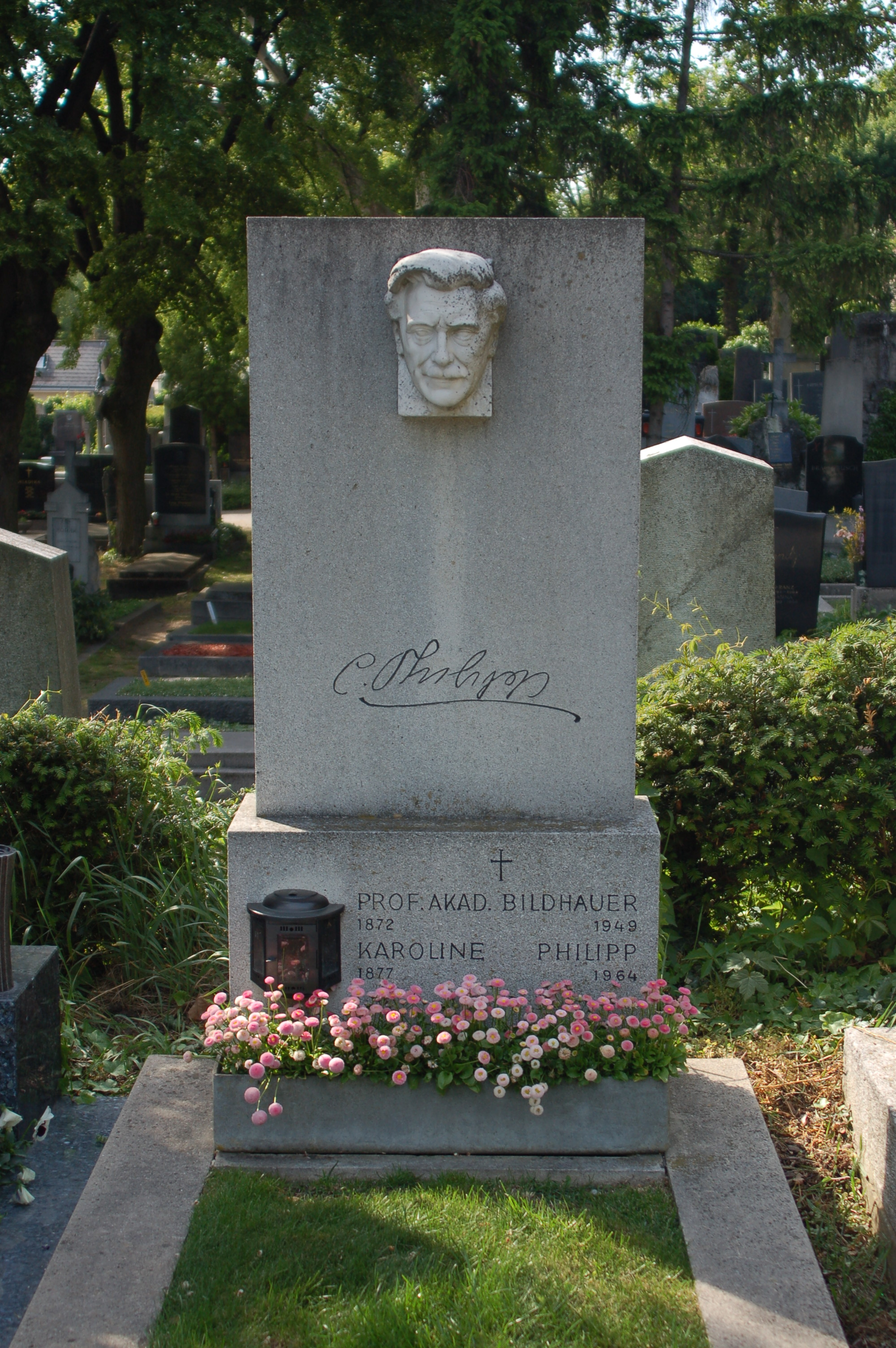
Grabmal von Karl Philipp

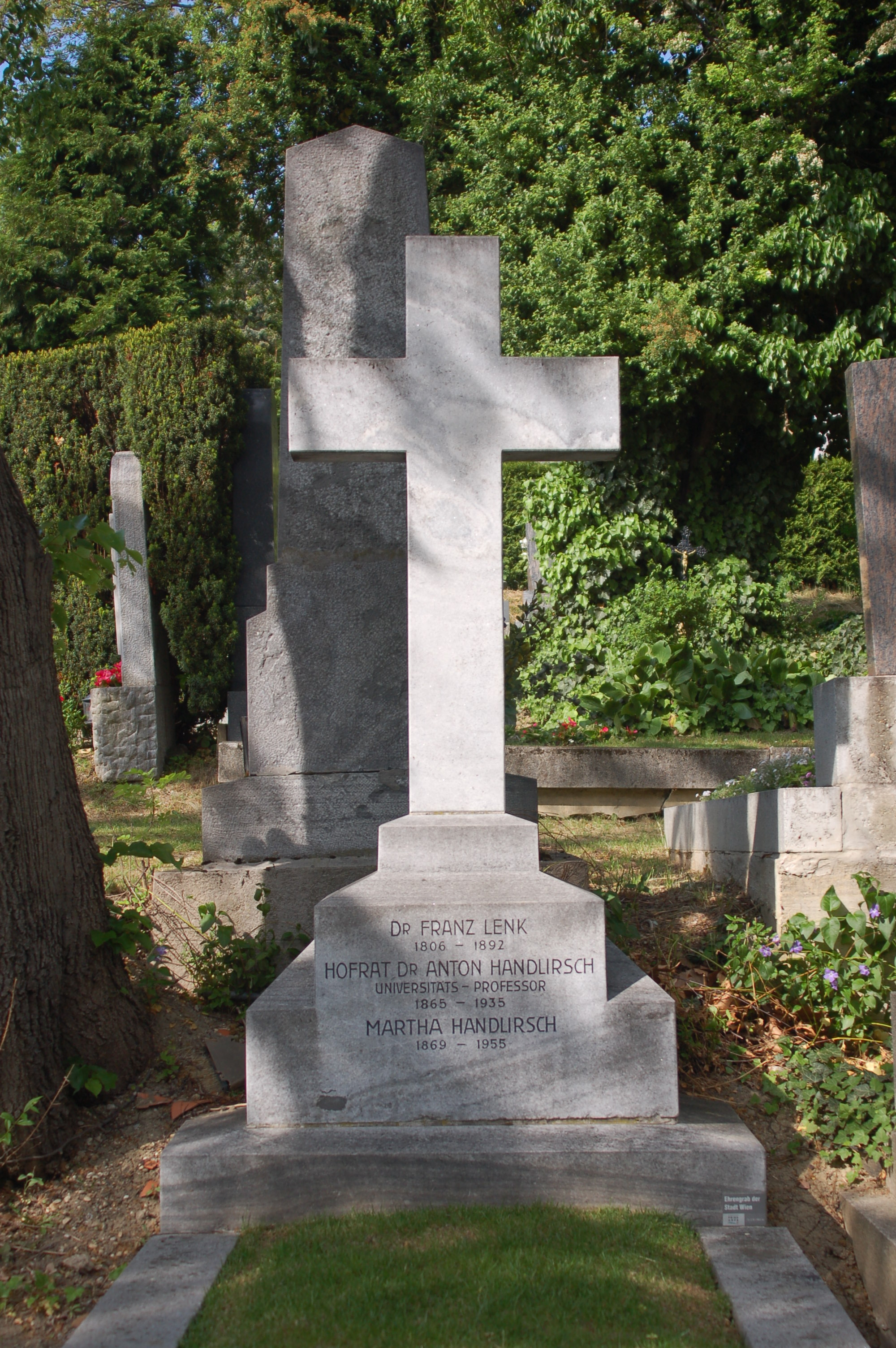
Grabmal von Anton Handlirsch

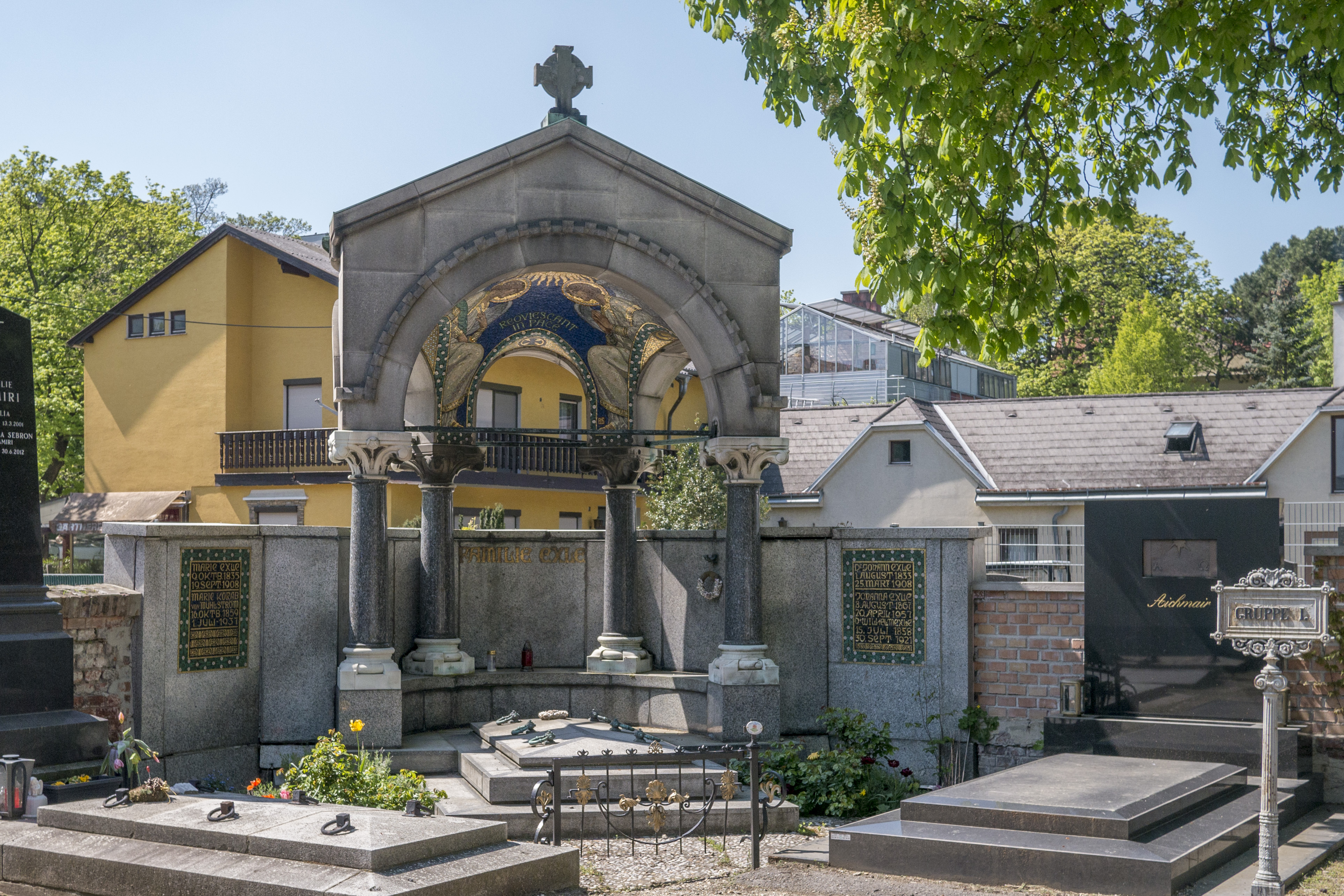
Grab Exle mit Jugendstilmosaik von Leopold Forstner

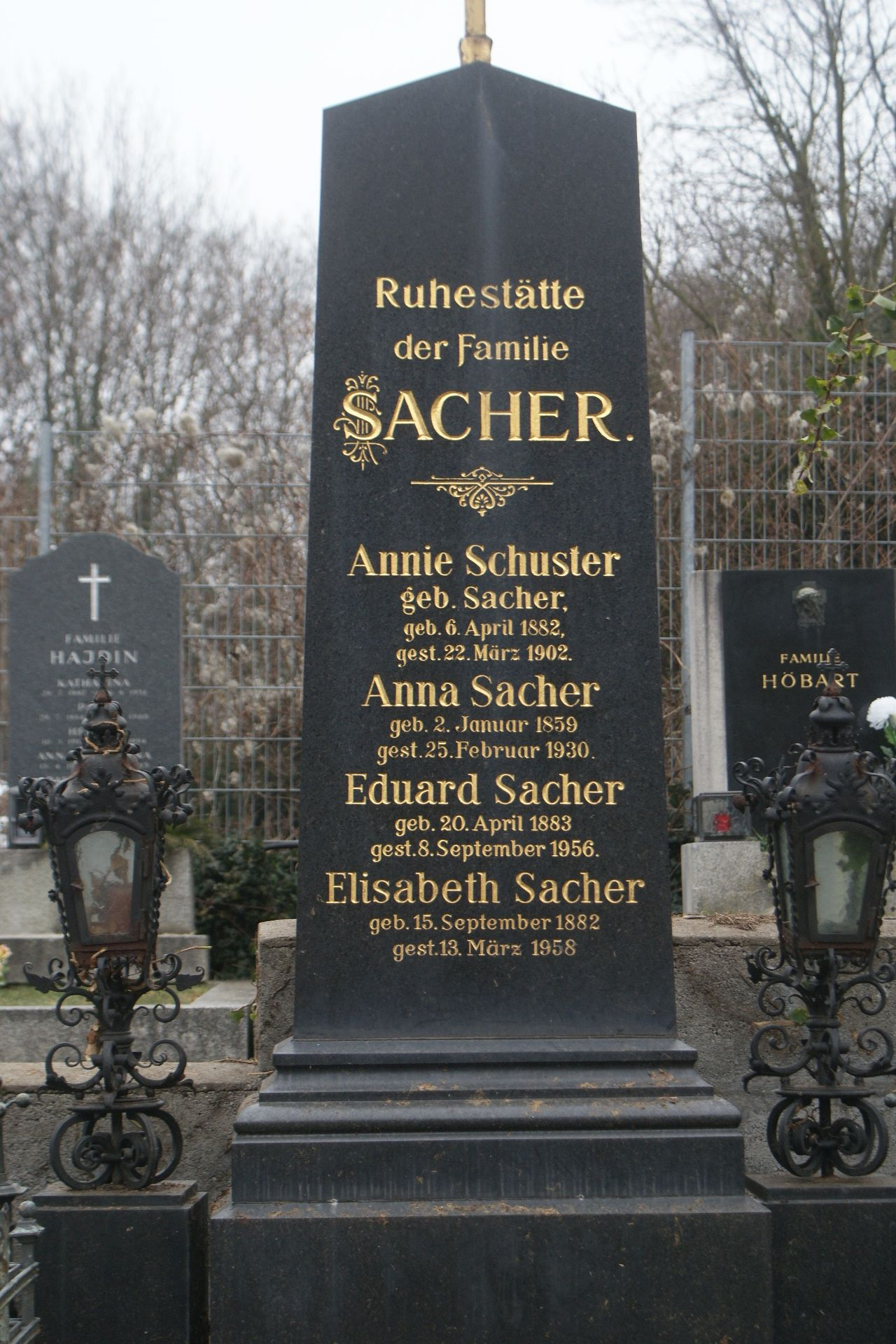
Grabstätte Anna Sacher und Sohn Eduard Sacher jun. (1883–1956)

| Name                    | Lebensdaten | Tätigkeit                              |
| ----------------------- | ----------- | -------------------------------------- |
| Otto Benndorf           | 1838–1907   | Archäologe                             |
| Hans Böck               | 1914–1991   | Politiker                              |
| Otto Demus              | 1902–1990   | Kunsthistoriker                        |
| Adolf Exner             | 1841–1894   | Jurist und Rechtsprofessor             |
| Nora Exner              | 1879–1915   | Grafikerin                             |
| Franz Paul Fiebrich     | 1879–1935   | Komponist                              |
| Friedrich Gerold        | 1813–1886   | Verlagsbuchhändler u. -drucker         |
| Moritz von Gerold       | 1815–1884   | Verlagsbuchhändler u. -drucker         |
| Anton Handlirsch        | 1865–1935   | Entomologe und Paläontologe            |
| Josef Matthias Hauer    | 1883–1959   | Komponist und Musiktheoretiker         |
| Karl Philipp            | 1872–1949   | Akademischer Bildhauer                 |
| Maria Reining           | 1903–1991   | Kammersängerin                         |
| Karl Reissberger        | 1915–1983   | Graphiker                              |
| Hermann Sallmayer       | 1823–1886   | Schriftsteller und Theaterdirektor     |
| Friedrich von Schönborn | 1841–1907   | Ehemaliger Präsident des VwGH          |
| Paul von Schönthan      | 1853–1905   | Schriftsteller (Raub der Sabinerinnen) |
| Victor Sokolowski       | 1911–1982   | Komponist                              |
| Liane Spycher-Haid      | 1895–2000   | Schauspielerin                         |
| Anton Strohmayer        | 1848–1937   | Schrammel-Musiker                      |
| Leopold Matthias Walzel | 1902–1970   | Komponist und Musikschriftsteller      |
| Friedrich von Wieser    | 1851–1926   | Nationalökonom                         |

### Gräber weiterer Persönlichkeiten
Weitere bedeutende Persönlichkeiten, die am Dornbacher Friedhof begraben sind:
| Name                          | Lebensdaten | Tätigkeit                                                        |
| ----------------------------- | ----------- | ---------------------------------------------------------------- |
| Franz Allmeder                | 1872–1941   | Textdichter, Komponist und Schriftsteller                        |
| Dominik Artaria               | 1775–1842   | Musikverleger                                                    |
| Margrit Aust                  | 1921–2014   | Schauspielerin                                                   |
| Richard Bamberger             | 1911–2007   | Literaturforscher und Autor                                      |
| Wilhelm Czermak               | 1889–1953   | Ägyptologe                                                       |
| Christoph Demel               | 1805–1883   | Hofzuckerbäcker (Konditorei Demel)                               |
| Hans Jörg Dirschmid           | 1941–2021   | Mathematikprofessor an der TU-Wien                               |
| Leopold von Dittel            | 1815–1898   | Chirurg und Urologe                                              |
| Johann Domes                  | 1901–1934   | Attentäter beim Juliputsch, hingerichtet                         |
| Jakob Dont                    | 1815–1888   | Geiger und Komponist                                             |
| Julius Dörfel                 | 1834–1901   | Architekt                                                        |
| Walter Flöttl                 | 1924–2009   | Bankmanager                                                      |
| Anton von Frisch              | 1849–1917   | Urologe                                                          |
| Marie von Frisch              | 1844–1925   | Frau von Anton von Frisch                                        |
| Rosa von Gerold               | 1829–1907   | Schriftstellerin und Salondame                                   |
| Robert Gersuny                | 1844–1924   | Chirurg                                                          |
| Franz Glaser sen.             | 1822–1885   | Baumeister und Dornbacher Bürgermeister, Ehrenbürger Dornbachs   |
| Franz Glaser jun.             | 1852–1934   | Architekt                                                        |
| Heinrich Glaser               | 1855–1928   | Architekt, Baumeister und Gemeinderatsmitglied                   |
| Eduard Holzmair               | 1902–1971   | Numismatiker                                                     |
| Erich Huber                   | 1916–1996   | bildender Künstler und Pädagoge                                  |
| Herbert Hufnagl               | 1945–2005   | Journalist                                                       |
| Heinrich Maria Hunger         | 1907–1994   | Maler                                                            |
| Heinrich Irmler               | 1839–1914   | Tischler                                                         |
| Viktor Kienböck               | 1873–1956   | Finanzminister und Nationalbankpräsident                         |
| Stephan Koren                 | 1919–1988   | Finanzminister 1968–1970                                         |
| Hans Kraemmer                 | 1933–2021   | Bassbariton                                                      |
| Eberhard Kranzmayer           | 1897–1975   | Sprachwissenschaftler                                            |
| Gerhard Langmann              | 1932–2001   | Archäologe                                                       |
| Heinz Lazek                   | 1912–1986   | Boxer                                                            |
| Anton Mader                   | 1913–1984   | Offizier                                                         |
| Julius Meinl                  | 1824–1914   | Kaffeeröster und Greißler                                        |
| Julius Meinl                  | 1869–1944   | Geschäftsführer von Julius Meinl                                 |
| Julius Meinl                  | 1903–1991   | Unternehmer                                                      |
| Alois Monti                   | 1839–1909   | Kinderarzt, Ordinarius, Direktor der Allgemeinen Poliklinik Wien |
| Karl Oerdögh                  | 1908–2001   | Eishockeytorwart                                                 |
| Johann Pesser                 | 1911–1986   | Fußballspieler (aufgelassen)                                     |
| Hubert Peterka                | 1908–1976   | Bergsteiger                                                      |
| Karl Philipp                  | 1872–1949   | Bildhauer                                                        |
| Richard Pittioni              | 1906–1985   | Prähistoriker                                                    |
| Otto Planetta                 | 1899–1934   | Attentäter beim Juliputsch, hingerichtet                         |
| Karl Alfons Portele           | 1912–1993   | Pathologe                                                        |
| Alfred Raddatz                | 1928–2006   | evangelisch-lutherischer Theologe                                |
| Alfons Riedel                 | 1901–1969   | Bildhauer                                                        |
| Anna Sacher                   | 1859–1930   | Hotelbesitzerin                                                  |
| Eduard Sacher jun.            | 1883–1956   | Gastronom und Hotelier                                           |
| Adolf Schmal                  | 1872–1919   | Journalist und Olympiasieger                                     |
| Hans-Christoph Schmidt-Lauber | 1928–2009   | evangelisch-lutherischer Theologe                                |
| Hans Bruno Schneider          | 1931–1997   | Zisterzienser und Historiker                                     |
| Ernst Seidler von Feuchtenegg | 1862–1931   | ehem. österr. Ministerpräsident (aufgelassen)                    |
| Hugo Strache                  | 1865–1927   | Chemiker                                                         |
| Emmerich Teuber               | 1877–1943   | Gründer der Österreichischen Pfadfinderbewegung                  |
| Oskar Karl Teuber             | 1852–1901   | Schriftsteller                                                   |
| Wilhelm Teuber-Weckersdorf    | 1879–1968   | Erfinder der Österreichischen Pfadfinderbewegung                 |
| Wilhelm Emil Wahlberg         | 1824–1901   | Jurist und Strafrechtler                                         |
| Karl Josef Walter             | 1892–1983   | Komponist                                                        |
| Rudolf Weber                  | 1933–2017   | Architekt                                                        |
| Friedrich Weidemann           | 1871–1919   | Kammersänger (aufgelassen)                                       |
| Helmar Weseslindtner          | 1940–2008   | Ingenieurwissenschaftler                                         |
| Wilhelm Wiesberg              | 1850–1896   | Volkssänger und Komponist                                        |